# Benedictus Johannis
Benedictus Johannis, död 1600 i Gårdsby socken, var en svensk kyrkoman och riksdagsman.

## Biografi
Benedictus Johannis var son till kyrkoherden i Gårdsby, Johannes Olai och Ingeborg. 1574 efterträdde han fadern som kyrkoherde i födelsesocknen. Han var en av undertecknarna till beslutet från Uppsala möte, samt deltog i riksdagen 1594. 1586 besökte han kung Johan III för att övertala denne om att en ö i socknen skulle läggas till prästbordet.
Benedictus förde som vapen en ekegren med tre ollon. Det att han förde vapen har ibland uppfattats som om att han vore adlig, men hans far hade dock ett sigill med en hjort, och det var inte ovanligt att präster förde vapen.
Sonen Johannes, som liksom sina syskon upptog namnet Baazius, blev biskop i Växjö stift. Därmed är Benedictus stamfader till adelsätterna Ekehielm och Leijonhielm.